# Новопсковский район
Новопско́вский райо́н (укр. Новопско́вський райо́н) — упразднённый район Луганской области Украины.
Административный центр — пгт Новопсков.
Расстояние от административного центра до столицы региона г. Луганска — 134 км.

## География

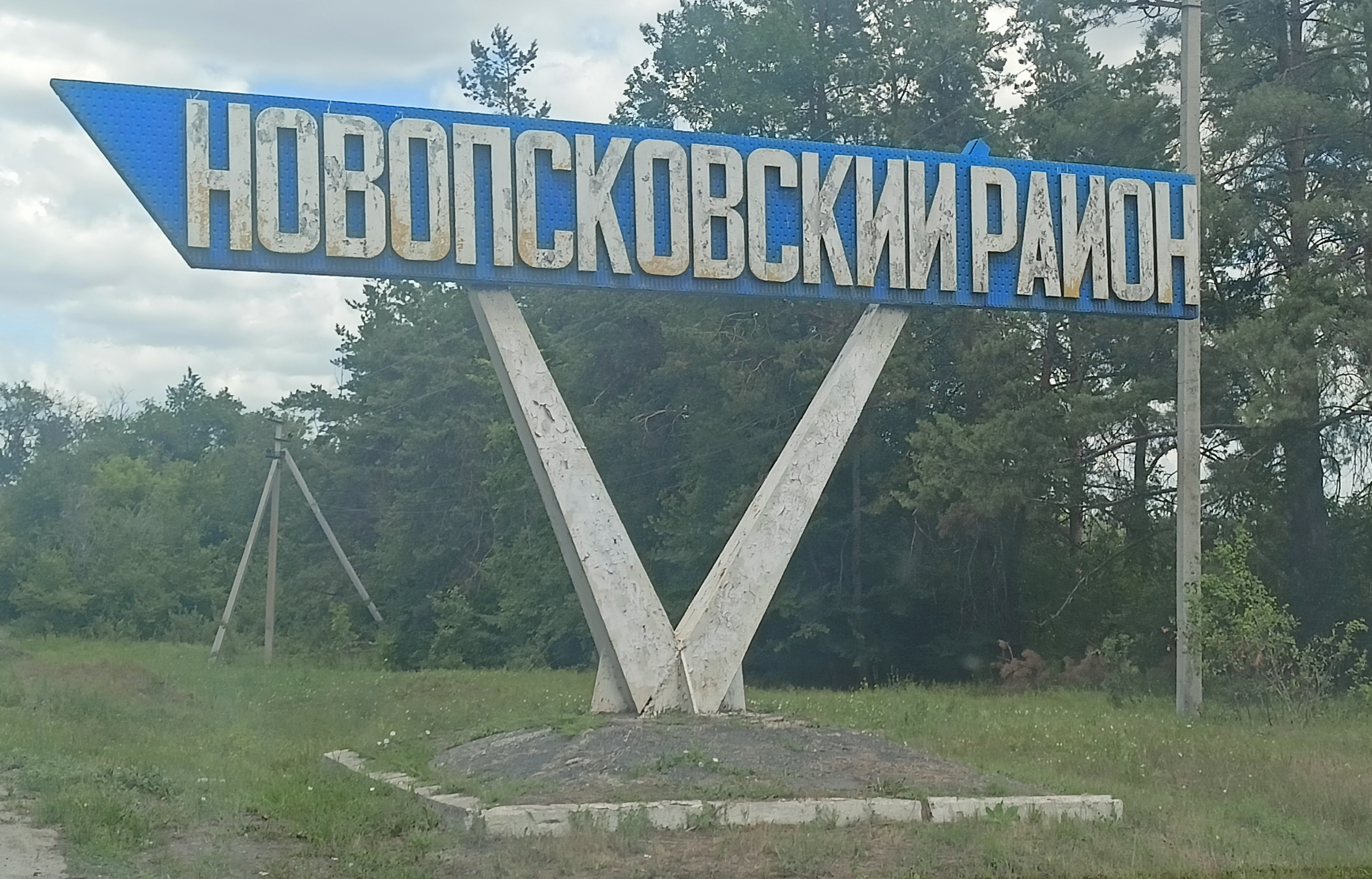

Площадь района — 1600 км². По территории района протекают реки: Айдар, Белая, Каменка.

## История
Новопсковский район образован 5 апреля 1931 года.
17 июля 2020 года в результате административно-территориальной реформы район был упразднён, а его территория была включена в состав Старобельского района.

## Население
По данным переписи 2001 года, украинцы составляли 92,2 % населения района, русские — 6,9 %.
33 544 человека (1 января 2019 года). Городское население: 13 444 человека, сельское: 20 100 человек.

### Языковой состав
Родной язык населения по данным переписи 2001 года:
| Язык       | Доля    |
| ---------- | ------- |
| Украинский | 92,20 % |
| Русский    | 7,52 %  |
| Другие     | 0,28 %  |

## Населённые пункты
Количество советов:
- поселковых — 2
- сельских — 15

Количество населённых пунктов:
- пгт — 2 — Белолуцк · Новопсков
- сёл — 36
- посёлков (сельского типа) — 1

## Транспорт
- Автотрасса «Луганск — Россошь»

## Известные уроженцы
В районе родились:
- Запорожец, Иван Иванович (1940—2020) — председатель колхоза имени Энгельса, Герой Украины, кавалер Ордена Ленина и Ордена Трудового Красного Знамени

## Достопримечательности
Скифские могилы на окраине Новороссоша. 